# 大澤博隆
大澤 博隆（おおさわ ひろたか）は、ヒューマンコンピュータインタラクション、人工知能、SFプロトタイピング研究者。慶應義塾大学理工学部管理工学科准教授、筑波大学システム情報系客員准教授。ヒューマンエージェントインタラクション（HAI）、人工知能の研究に幅広く従事。人工知能学会、情報処理学会、日本認知科学会、ACM等会員。

## 略歴
1982年、神奈川県生まれ。
2007年から2009年まで、日本学術振興会特別研究員（DC1）。2009年、慶應義塾大学大学院理工学研究科開放環境科学専攻博士課程修了。博士（工学）。2010年から科学技術振興機構 さきがけ「情報環境と人」専任研究員。2011年から2013年まで慶應義塾大学理工学部情報工学科助教、2013年から2022年まで筑波大学システム情報系助教などを経て現職。
2018年から2021年まで、JST RISTEX HITEプログラム「想像力のアップデート：人工知能のデザインフィクション」リーダー。
2019年4月から日本SF作家クラブ会員。2020年9月から日本SF作家クラブ理事。2022年9月から2024年9月まで日本SF作家クラブ第21代会長。
2022年より、慶應義塾大学理工学部管理工学科准教授、筑波大学システム情報系客員准教授。
2024年1月1日から、慶應義塾大学 サイエンスフィクション研究開発・実装センターの創設に所長として参加（所員には新島進、長谷川愛）。日本の大学組織の中では初となるSF研究を専門としたセンターである。

## 主な研究
社会におけるエージェントが人の活動をどのように補佐できるかという観点から、実装や参加者実験を通じたヒューマンエージェントインタラクションの研究に取り組んでいる。また、社会において他者からエージェントがどのように認識されるかについても研究しており、「ロボット・キャラクターが友達になる社会」を真剣に研究していると語っている。
慶應義塾大学 サイエンスフィクション研究開発・実装センターの所長や日本SF作家クラブの会長として、SFプロトタイピングの研究を推進している。人工知能などのテクノロジーがもたらす未来の社会像の実現可能性や倫理的課題についても検討している。具体的には、サイエンスフィクションが持つ物語の力をイノベーションに応用するための研究に取り組んでいる。

## 著書

### 共著
- 人とロボットの〈間〉をデザインする: 山田誠二監著, 共著, 東京電機大学出版局, 2007
- 人狼知能: だます・見破る・説得する人工知能, 鳥海不二夫, 片上大輔, 大澤博隆, 稲葉通将, 篠田孝祐, 狩野芳伸 共著, 森北出版 2016
- AIと人類は共存できるか?: 人工知能SFアンソロジー 人工知能学会編, 共著, 早川書房, 2016
- 信頼を考える: リヴァイアサンから人工知能まで 小山虎編著, 勁草書房, 2018
- SFプロトタイピング: SFからイノベーションを生み出す新戦略, 宮本道人 監修・編著, 難波優輝, 大澤博隆 編著, 早川書房, 2021

### 監修担当（漫画）
- アイとアイザワ（原作：かっぴー、作画：うめ）
  - 『マンガトリガー』2018年2月22日 - 2019年